# Чиа
Чиа (Salvia hispanica) е вид цъфтящо растение от ментовото семейство Lamiaceae, родом от Централно и Южно Мексико и Гватемала. Смята се за псевдозърнена култура, отглеждана заради годните за консумация хидрофилни семена от чиа, отглеждани и често използвани като храна в няколко страни от Западна Южна Америка, Западно Мексико и югозападната част на САЩ.

## Етимология
Думата „чиа“ произлиза от ацтекската дума chian, която означава „мазно“.[1]
Salvia hispanica е едно от двете растения, известни като „чиа“, другото е Salvia columbariae, което понякога се нарича „златна чия“.